# The Spine
The Spine é o décimo álbum de estúdio da banda They Might Be Giants, lançado a 13 de Julho de 2004.

## Faixas
Todas as faixas por They Might Be Giants, exceto onde anotado.
1. "Experimental Film" – 2:56
2. "Spine" – 0:33
3. "Memo to Human Resources" – 2:02
4. "Wearing a Raincoat" – 3:10
5. "Prevenge" – 2:44
6. "Thunderbird" – 2:38
7. "Bastard Wants to Hit Me" – 2:14
8. "The World Before Later On" – 1:52
9. "Museum of Idiots" – 3:02
10. "It's Kickin' In" – 2:01
11. "Spines" – 0:30
12. "Au Contraire" – 2:26
13. "Damn Good Times" (Marty Beller, Dan Miller, They Might Be Giants) – 2:38
14. "Broke in Two" – 2:59
15. "Stalk of Wheat" – 1:27
16. "I Can't Hide From My Mind" – 2:43

## Paradas
Álbum
| Parada (2004)       | Posição |
| ------------------- | ------- |
| Billboard 200       | 130     |
| Top Internet Albums | 130     |